# 原三國時代
原三國時代（：／*/?）是公元前2世纪后朝鮮三國時代之前的历史时期。这一时期的主要特点是铁器的广泛生产和运用。由于铁的应用，使得更加坚硬和锐利的武器与农业工具成为现实。这加快了政治上的统一和权力与财富的集中。
公元前2世纪到公元前后，朝鲜半岛北部和目前中国东北地区主要分布着扶餘國、高句麗、沃沮、東濊和其它小国家或部落。西汉在这一地区建立了汉四郡。但由于受到当地人的反击，真番、临屯二郡很快瓦解，玄菟郡也被转移到辽东。与此同时高句丽在鸭绿江流域兴起后，开始逐步统一其周边国家，并在西晋末年（313年）吞并了汉四郡的最后一郡——乐浪郡。
在朝鲜半岛南部，辰国已发展成了由马韩，辰韩和弁韩组成的松散的三韩联盟。根据《三国史记》，公元前18年，百济在马韩领地中建立，并逐步将马韩取代。辰韩中的6个部落发展成新罗。弁韩被伽倻所吸收。 伽倻后来又与新罗融合。

## 沃沮

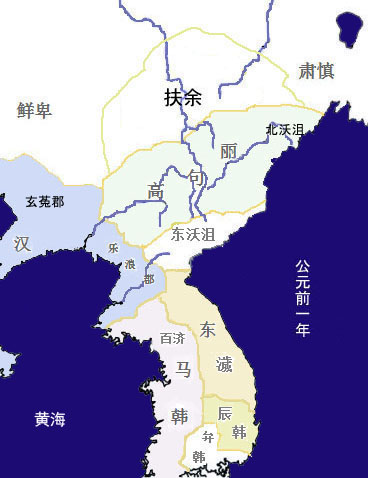
朝鲜半岛原三国时期

东沃沮大致位于今朝鲜的咸镜道，北沃沮大致位于图们江流域。东沃沮经常被简称为沃沮。沃沮南与东濊相邻。
沃沮与东濊同属扶余的分支。语言和习俗与高句丽人相似。

## 东濊
东濊北与高句丽和沃沮，南与辰韩，西与乐浪郡接壤。其领地相当于今天朝鲜的咸镜南道和江原道 (北)以及韩国的江原道 (南)。
东濊与高句丽,沃沮同属扶余的分支,语言文化相似。东濊人与高句丽人同在每年的第十个月举行载歌载舞，武术表演的祭天仪式。东濊人视老虎为神物。

## 三韩
三韩是公元前2世纪末至公元后4世纪左右朝鲜半岛南部的三个部落联盟，包括马韩、辰韩和弁韩。